# UDIK
UDIK ili Udruga za društvena istraživanja i komunikacije (bošnjački: Udruženje za društvena istraživanja i komunikacije) je regionalna nevladina organizacija za ljudska prava i međunarodno humanitarno pravo, osnovana 2013. godine u vezi s oružanim sukobima u bivšoj Jugoslaviji. Koordinator i osnivač je Edvin Kanka Ćudić.

## Aktivnosti na polju zaštite ljudskih prava
UDIK je 2013. godine osnovao Edvin Kanka Ćudić. Cilj je prikupiti činjenice, dokumente i podatke o genocidu, ratnim zločinima i kršenjima ljudskih prava u Bosni i Hercegovini i bivšoj Jugoslaviji. UDIK radi preko nacionalnih granica kako bi pomogao postkonfliktnim društvima u regiji uspostaviti vladavinu zakona i rješavanje prošlih kršenja ljudskih prava. UDIK također sprovodi program tranzicione pravde usmjeren na žrtve s tri glavne komponente:
- Dokumentovanje
- Pravda i institucionalna reforma
- Kultura sjećanja

UDIK čine neovisni članovi, intelektualci i stručnjaci iz različitih akademskih disciplina.

### Ostale aktivnosti
Od svog osnivanja, UDIK podržava ženska ženska i LGBT prava. Ćudić je u nekoliko intervjua rekao da je LBGT zajednica, sa Romima, najugroženija zajednica u Bosni i Hercegovini. Kada je najavljena prva bosanskohercegovačka Parada ponosa 2019. godine, UDIK ju je odmah podržao.

## Koordinatori
| #  | fotografija | ime                          | mandat | mandat     | mandat |
| -- | ----------- | ---------------------------- | ------ | ---------- | ------ |
| 1. |             | Edvin Kanka Ćudić (r. 1988.) | 2013.  | trenutačno |        |

## Vanjske poveznice
- Udruga za društvena istraživanja i komunikacije  Arhivirana inačica izvorne stranice od 11. travnja 2018. (Wayback Machine)
- Organisation Data  Arhivirana inačica izvorne stranice od 20. listopada 2016. (Wayback Machine) TACSO
- Organisation Data  Arhivirana inačica izvorne stranice od 20. listopada 2016. (Wayback Machine) Insight on Conflict
- Organisation Data  Arhivirana inačica izvorne stranice od 10. svibnja 2017. (Wayback Machine) Ana Lindh Foundation
- Organisation Data Transconflict